# Rättare
Rättare är en äldre titel för en förman vid ett större jordbruk. Längre tillbaka i tiden, stipulerat i Alsnö stadga från 1200-talet, har beteckningen (rættari) använts dels på en person som anvisar de vägfarande ett övernattningsställe hos någon bonde ("visa till rätta"), dels på en domare.
Rättardöme (rättaredöme) var ett antal gårdar i en eller några socknar underställda en rättare. Ursprungligen var det hur kyrkan och stora godsägare ordnade uppbörden från gårdarna. Senare använde kronan en liknande förvaltning för uppbörd.